# Manchester Apartments (Detroit)
El Manchester Apartments es un edificio de apartamentos ubicado en 2016 East Jefferson Avenue en Detroit, Míchigan (Estados Unidos). Fue incluido en el Registro Nacional de Lugares Históricos en 1985.

## Descripción
El Manchester Apartments es un edificio de apartamentos de cuatro pisos construido con ladrillo. La entrada principal está flanqueada por pilastras y coronada por un panel de piedra con el nombre "Manchester". Los detalles del exterior, incluidos los bloques de las esquinas alrededor de las agrupaciones de ventanas, las vigas de ladrillo y los patrones sobre la cornisa, demuestran el auge del estilo moderno. El edificio contiene apartamentos de uno y dos dormitorios.

## Historia
Manchester Apartments fue construido en 1915. El edificio es típico de los edificios de apartamentos de clase media de mediana escala construidos en Detroit en general y a lo largo de East Jefferson en particular en la primera década del siglo XX. El edificio continúa albergando apartamentos hasta 2020.

## En la cultura popular
Los Apartamentos Manchester aparecieron en el episodio de la primera temporada de Los Soprano, La Leyenda de Tennessee Moltisanti, donde sirve como el edificio de apartamentos de Christopher Moltisanti y Adriana La Cerva.